# Lista odcinków serialu Suite Life: Nie ma to jak statek
Lista odcinków amerykańskiego sitcomu Disney Channel Original Series Suite Life: Nie ma to jak statek, który jest oryginalnie emitowany przez Disney Channel USA, a w Polsce – przez Disney Channel i Disney XD.

## Przegląd sezonów
| Seria | Seria | Odcinki | Odcinki | Pierwsza emisja  | Pierwsza emisja | Pierwsza emisja  | Pierwsza emisja  |
| Seria | Seria | USA     | Polska  | Premiera         | Finał           | Premiera         | Finał            |
| ----- | ----- | ------- | ------- | ---------------- | --------------- | ---------------- | ---------------- |
|       | 1     | 21      | 21      | 26 września 2008 | 17 lipca 2009   | 16 stycznia 2009 | 6 grudnia 2009   |
|       | 2     | 28      | 30      | 7 sierpnia 2009  | 18 czerwca 2010 | 16 stycznia 2010 | 30 stycznia 2011 |
|       | 3     | 22      | 22      | 2 lipca 2010     | 6 maja 2011     | 5 lutego 2011    | 3 czerwca 2012   |
|       | Film  | Film    | Film    | 25 marca 2011    | 25 marca 2011   | 18 grudnia 2011  | 18 grudnia 2011  |

## Seria 1: 2008–09
| Nо | #  | Tytuł                    | Tytuł polski                   | Reżyseria        | Scenariusz                           | Premiera (Disney Channel, Stany Zjednoczone) | Premiera w Polsce (Disney Channel)         |
| --- | -- | ------------------------ | ------------------------------ | ---------------- | ------------------------------------ | -------------------------------------------- | ------------------------------------------ |
| 1 | 1  | The Suite Life Sets Sail | Ruszamy na morze               | Jim Drake        | Danny Kallis, Pamela Eells O’Connell | 26 września 2008                             | 16 stycznia 2009                           |
| 2 | 2  | Parrot Island            | Wyspa papug                    | Rich Correll     | Danny Kallis, Pamela Eells O’Connell | 27 września 2008                             | 17 stycznia 2009                           |
| 3 | 3  | Broke ‘N’ Yo-Yo          | Konkurs Jo-Jo                  | Jim Drake        | Jeny Quine, Adam Lapidus             | 3 października 2008                          | 18 stycznia 2009                           |
| 4 | 4  | The Kidney of the Sea    | Nerka oceanu                   | Ellen Gittelsohn | Jeff Hodsden, Tim Pollock            | 10 października 2008                         | 25 stycznia 2009                           |
| 5 | 5  | Showgirls                | Wieczór gwiazdek               | Shelley Jensen   | Howard Nemetz, Dan Signer            | 17 października 2008                         | 31 stycznia 2009                           |
| 6 | 6  | International Dateline   | Linia zmiany daty              | Ellen Gittelsohn | Jeny Quine, Dan Signer               | 24 października 2008                         | 24 stycznia 2009                           |
| 7 | 7  | It’s All Greek to Me     | Amulet Afrodyty                | Shelley Jensen   | Jim Geoghan                          | 7 listopada 2008                             | 1 lutego 2009                              |
| 8 | 8  | Sea Monster Mash         | Morski potwór                  | Rich Correll     | Adam Lapidus                         | 14 listopada 2008                            | 7 lutego 2009                              |
| 9 | 9  | Flowers and Chocolate    | Kwiaty i czekolada             | Rich Correll     | Danny Kallis, Jim Geoghan            | 21 listopada 2008                            | 8 lutego 2009                              |
| 10 | 10 | Boo You                  | Ty Boo                         | Phill Lewis      | Danny Kallis, Jim Geoghan            | 5 grudnia 2008                               | 14 lutego 2009                             |
| 11 | 11 | Sea Harmony              | Harmonia morza                 | Lex Passaris     | Billy Riback                         | 12 grudnia 2008                              | 14 marca 2009                              |
| 12 | 12 | The Mommy and the Swami  | Przyjazd mamy i kanciarz Swami | Lex Passaris     | Dan Signer, Jeny Quine               | 9 stycznia 2009                              | 22 lipca 2009                              |
| 13 | 13 | Maddie on Deck           | Maddie na statku               | Rich Correll     | Jeff Hodsden, Tim Pollock            | 16 stycznia 2009                             | 20 czerwca 2009                            |
| 14 | 14 | When in Rome…            | Kiedyś w Rzymie                | Rich Correll     | Jeff Hodsden, Tim Pollock            | 23 stycznia 2009                             | 20 lipca 2009                              |
| 15 | 15 | Shipnotized              | Hipnotyzer                     | Shelley Jensen   | Jim Geoghan                          | 30 stycznia 2009                             | 21 lipca 2009                              |
| 16 | 16 | Mom and Dad on Deck      | Mama i tata na statku          | Ellen Gittelsohn | Danny Kallis, Jim Geoghan            | 20 lutego 2009                               | 5 października 2009                        |
| 17 | 17 | The Wrong Stuff          | Wyprawa w kosmos               | Ellen Gittelsohn | Jeny Quine, Adam Lapidus             | 27 marca 2009                                | 7 listopada 2009 (DXD) 6 grudnia 2009 (DC) |
| 18 | 18 | Splash & Trash           | Syrena                         | Rich Correll     | Pamela Eells O’Connell, Dan Signer   | 17 kwietnia 2009                             | 8 listopada 2009 (DXD) 6 grudnia 2009 (DC) |
| 19 | 19 | Mulch Ado About Nothing  | Festiwal Mulchu                | Danny Kallis     | Pamela Eells O’Connell               | 1 maja 2009                                  | 23 lipca 2009                              |
| 20 | 20 | Cruisin’ for a Bruisin’  | Szukając szczęścia w kłopotach | Lex Passaris     | Danny Kallis                         | 5 czerwca 2009                               | 6 grudnia 2009                             |
| 21 | 21 | Double-Crossed           | Podwójne starcie               | Rich Correll     | Danny Kallis, Pamela Eells O’Connell | 17 lipca 2009                                | 6 grudnia 2009                             |
| Odcinek jest drugą częścią trzyodcinkowego crossoveru Nie ma to jak statek z Czarodziejami i Hanną Montaną, pomiędzy serialami Czarodzieje z Waverly Place (część 1: sezon 2, odcinek 26) oraz Hannah Montana (część 3: sezon 3, odcinek 19). |    |                          |                                |                  |                                      |                                              |                                            |

## Seria 2: 2009–10
| No | #  | Tytuł                      | Polski tytuł                   | Reżyseria        | Scenariusz                           | Premiera (Disney Channel, Stany Zjednoczone) | Premiera w Polsce (Disney Channel)              |
| -- | -- | -------------------------- | ------------------------------ | ---------------- | ------------------------------------ | -------------------------------------------- | ----------------------------------------------- |
| 22 | 1  | The Spy Who Shoved Me      | Szpieg                         | Shelley Jensen   | Jim Geoghan                          | 7 sierpnia 2009                              | 16 stycznia 2010                                |
| 23 | 2  | Ala-ka-scram!              | Abra-Ka-Dabra                  | Shelley Jensen   | Billy Riback                         | 14 sierpnia 2009                             | 17 stycznia 2010                                |
| 24 | 3  | In the Line of Duty        | Linia obowiązku                | Rich Correll     | Jeff Hodsden, Tim Pollock            | 21 sierpnia 2009                             | 23 stycznia 2010                                |
| 25 | 4  | Kitchen Casanova           | Kuchenny Kasanowa              | Rich Correll     | Jeny Quine, Dan Signer               | 4 września 2009                              | 30 stycznia 2010                                |
| 26 | 5  | Smarticle Particles        | Bolące kostki i chrząstki      | Rich Correll     | Adam Lapidus                         | 11 września 2009                             | 6 lutego 2010                                   |
| 27 | 6  | Family Thais               | Więzi rodzinne                 | Rich Correll     | Jeff Hodsden, Tim Pollock            | 18 września 2009                             | 13 lutego 2010                                  |
| 28 | 7  | Goin’ Bananas              | Bananowa fobia                 | Phill Lewis      | Jeny Quine, Dan Signer               | 25 września 2009                             | 20 lutego 2010                                  |
| 29 | 8  | Lost at Sea                | Zagubieni na morzu (Część 1-2) | Rich Correll     | Danny Kallis, Pamela Eells O’Connell | 2 października 2009                          | 9 października 2010                             |
| 30 | 9  | Roomies                    | Współlokator                   | Danny Kallis     | Danny Kallis, Pamela Eells O’Connell | 16 października 2009                         | 27 lutego 2010                                  |
| 31 | 10 | Crossing Jordin            | Przekroczenie Jordin           | Mark Cendrowski  | Jeff Hodsden, Tim Pollock            | 23 października 2009                         | 8 lipca 2010                                    |
| 32 | 11 | Bermuda Triangle           | Trójkąt Bermudzki              | Phill Lewis      | Adam Lapidus, Jeny Quine             | 13 listopada 2009                            | 22 maja 2010 (DXD) 19 czerwca 2010 (DC)         |
| 33 | 12 | The Beauty and the Fleeced | Konkurs piękności              | Lex Passaris     | Dan Signer                           | 20 listopada 2009                            | 19 czerwca 2010                                 |
| 34 | 13 | The Swede Life             | Szwedzkie życie                | Ellen Gittelsohn | Jeff Hodsden, Tim Pollock            | 4 grudnia 2009                               | 4 września 2010 (DXD) 23 października 2010 (DC) |
| 35 | 14 | Mother of the Groom        | Mama pana młodego              | Rich Correll     | Danny Kallis                         | 8 stycznia 2010                              | 11 września 2010 (DXD) 6 kwietnia 2011 (DC)     |
| 36 | 15 | The Defiant Ones           | Nietrafna ocena                | Rich Correll     | Dan Signer                           | 15 stycznia 2010                             | 18 września 2010 (DXD) 7 kwietnia 2011 (DC)     |
| 37 | 16 | Any Given Fantasy          | Trochę fantazji                | Rich Correll     | Jeff Hodsden, Tim Pollock            | 18 stycznia 2010                             | 25 września 2010 (DXD) 11 kwietnia 2011 (DC)    |
| 38 | 17 | Rollin’ With the Holmsies  | Wyrolowany Holmes              | Mark Cendrowski  | Jim Geoghan, Dan Signer              | 29 stycznia 2010                             | 16 października 2010                            |
| 39 | 18 | Can You Dig It?            | Czy ty to czujesz?             | Phill Lewis      | Adam Lapidus, Jeny Quine             | 12 lutego 2010                               | 14 listopada 2010 (DXD) 14 kwietnia 2011 (DC)   |
| 40 | 19 | London’s Apprentice        | Praktykanci London             | Rich Correll     | Pamela Eells O’Connell               | 26 lutego 2010                               | 20 listopada 2010 (DXD) 8 kwietnia 2011 (DC)    |
| 41 | 20 | Once Upon a Suite Life     | Pewnego razu w Suite Life      | Bob Koherr       | Jeny Quine, Dan Signer               | 5 marca 2010                                 | 27 listopada 2010 (DXD) 18 kwietnia 2011 (DC)   |
| 42 | 21 | Marriage 101               | Małżeństwo na 101              | Rich Correll     | Jeny Quine                           | 19 marca 2010                                | 3 grudnia 2010 (DXD) 12 kwietnia 2011 (DC)      |
| 43 | 22 | Model Behavior             | Zachowanie modelki             | Bob Koherr       | Jeff Hodsden, Tim Pollock            | 27 marca 2010                                | 19 stycznia 2011 (DXD) 26 kwietnia 2011 (DC)    |
| 44 | 23 | Rock the Kasbah            | Rock Maroka                    | Rich Correll     | Adam Lapidus                         | 16 kwietnia 2010                             | 10 grudnia 2010 (DXD) 13 kwietnia 2011 (DC)     |
| 45 | 24 | I Brake for Whales         | Załamany przez wieloryby       | Rich Correll     | Jeny Quine, Adam Lapidus             | 23 kwietnia 2010                             | 30 października 2010                            |
| 46 | 25 | Seven Seas News            | Wiadomości siedmiu mórz        | Bob Koherr       | Pamela Eells O’Connell               | 7 maja 2010                                  | 30 grudnia 2010 (DXD) 15 kwietnia 2011 (DC)     |
| 47 | 26 | Starship Tipton            | Gwiezdna podróż Tiptona        | Kelly Sandefur   | Jeny Quine, Dan Signer               | 14 maja 2010                                 | 5 stycznia 2011 (DXD) 20 kwietnia 2011 (DC)     |
| 48 | 27 | Mean Chicks                | Wredna mewa                    | Rich Correll     | Adam Lapidus                         | 11 czerwca 2010                              | 12 stycznia 2011 (DXD) 19 kwietnia 2011 (DC)    |
| 49 | 28 | Breakup in Paris           | Rozstanie w Paryżu (Część 1-2) | Rich Correll     | Pamela Eells O’Connell, Adam Lapidus | 18 czerwca 2010                              | 30 stycznia 2011 (DXD) 27,28 kwietnia 2011 (DC) |

## Seria 3: 2010–11
| No | #  | Tytuł                      | Polski tytuł                           | Reżyseria        | Scenariusz                 | Premiera (Disney Channel, Stany Zjednoczone) | Premiera w Polsce (Disney XD)                  |
| -- | -- | -------------------------- | -------------------------------------- | ---------------- | -------------------------- | -------------------------------------------- | ---------------------------------------------- |
| 50 | 1  | The Silent Treatment       | Milczące leczenie                      | Phill Lewis      | Dan Signer                 | 2 lipca 2010                                 | 5 lutego 2011                                  |
| 51 | 2  | Rat Tale                   | Szczurza opowieść                      | Joel Zwick       | Jeff Hodsden, Tim Pollock  | 9 lipca 2010                                 | 5 lutego 2011                                  |
| 52 | 3  | So You Think You Can Date? | Więc myślisz, że możesz iść na randkę? | Joel Zwick       | Mark Amato, Sally Lapiduss | 16 lipca 2010                                | 12 lutego 2011                                 |
| 53 | 4  | My Oh Maya                 | Moja Maya                              | Joel Zwick       | Jeff Hodsden, Tim Pollock  | 23 lipca 2010                                | 19 lutego 2011                                 |
| 54 | 5  | Das Boots                  | Te buty                                | Carl Lauten      | Pamela Eells O’Connell     | 30 lipca 2010                                | 26 lutego 2011                                 |
| 55 | 6  | Bon Voyage                 | Bon Voyage                             | Adam Weissman    | Adam Lapidus               | 20 sierpnia 2010                             | 5 marca 2011                                   |
| 56 | 7  | Computer Date              | Randka z komputerem                    | Joel Zwick       | Jeny Quine                 | 27 sierpnia 2010                             | 12 marca 2011                                  |
| 57 | 8  | Party On!                  | Czas na imprezę                        | Joel Zwick       | Jeff Hodsden, Tim Pollock  | 10 września 2010                             | 20 marca 2011                                  |
| 58 | 9  | Love and War               | Miłość i Wojna                         | Eric Dean Seaton | Jeny Quine                 | 24 września 2010                             | 23 marca 2011                                  |
| 59 | 10 | Trouble in Tokyo           | Kłopoty w Tokio                        | Eric Dean Seaton | Jeny Quine, Dan Signer     | 29 września 2010                             | 13 lutego 2011                                 |
| 60 | 11 | The Ghost and Mr. Martin   | Duch i Pan Martin                      | Joel Zwick       | Adam Lapidus, Jeny Quine   | 8 października 2010                          | 8 maja 2011                                    |
| 61 | 12 | Senior Ditch Day           | Dzień Wagarowicza                      | Phill Lewis      | Mark Amato, Sally Lapiduss | 22 października 2010                         | 22 maja 2011                                   |
| 62 | 13 | My Sister’s Keeper         | Opiekuj się moją siostrą               | Phill Lewis      | Jeny Quine                 | 5 listopada 2010                             | 26 maja 2011                                   |
| 63 | 14 | Frozen                     | Zamrożenie                             | Phill Lewis      | Dan Signer                 | 27 listopada 2010                            | 28 maja 2011                                   |
| 64 | 15 | A London Carol             | Wigilijna Opowieść London              | Shelley Jensen   | Jeff Hodsden, Tim Pollock  | 3 grudnia 2010                               | 31 maja 2011                                   |
| 65 | 16 | The Play’s the Thing       | Zagraj tę sztukę jak należy            | Joel Zwick       | Pamela Eells O’Connell     | 7 stycznia 2011                              | 2 lipca 2011 (DC) 3 września 2011 (DXD)        |
| 66 | 17 | Twister (Part 1)           | Tornado (Część 1)                      | Bob Koherr       | Adam Lapidus               | 14 stycznia 2011                             | 19 listopada 2011                              |
| 67 | 18 | Twister (Part 2)           | Tornado (Część 2)                      | Bob Koherr       | Jeff Hodsden, Tim Pollock  | 15 stycznia 2011                             | 19 listopada 2011                              |
| 68 | 19 | Twister (Part 3)           | Tornado (Część 3)                      | Bob Koherr       | Dan Signer                 | 16 stycznia 2011                             | 26 listopada 2011 (DC) 27 listopada 2011 (DXD) |
| 69 | 20 | Snakes on a Boat           | Węże na statku                         | Phill Lewis      | Adam Lapidus, Dan Signer   | 4 marca 2011                                 | 28 maja 2011                                   |
| 70 | 21 | Prom Night                 | Bal Maturalny                          | Eric Dean Seaton | Jeff Hodsden, Tim Pollock  | 18 marca 2011                                | 26 listopada 2011                              |
| 71 | 22 | Graduation on Deck         | Zakończenie                            | Eric Dean Seaton | Pamela Eells O’Connell     | 6 maja 2011                                  | 3 czerwca 2012 (DC) 29 lipca 2012 (DXD)        |

## Film: 2011
| #                                                                                         | Tytuł                | Polski tytuł                  | Reżyseria     | Scenariusz                    | Premiera (Disney Channel, Stany Zjednoczone) | Premiera w Polsce                                       |
| ----------------------------------------------------------------------------------------- | -------------------- | ----------------------------- | ------------- | ----------------------------- | -------------------------------------------- | ------------------------------------------------------- |
| F1                                                                                        | The Suite Life Movie | Nie ma to jak bliźniaki: Film | Sean McNamara | Michael Saltzman, Robert Horn | 25 marca 2011                                | 18 grudnia 2011 (DXD) 28 stycznia 2012 (Disney Channel) |
| Akcja filmu rozgrywa się przed ostatnim odcinkiem i prawdopodobnie po 70 odcinku serialu. |                      |                               |               |                               |                                              |                                                         |